# دهستان بقمچ
دهستان بقمچ نام دهستانی در بخش مرکزی شهرستان چناران، استان خراسان رضوی در ایران به مرکزیت روستای بقمچ است. این دهستان بر اساس مصوبه هیئت وزیران در تاریخ ۲ تیر ۱۳۷۲ تأسیس شده‌است.

## جمعیت
براساس سرشماری مرکز آمار ایران در سال ۱۳۸۵، جمعیت دهستان بقمچ ۳۹۴۵ نفر (۹۱۷ خانوار) بوده‌است. جمعیت این دهستان در سال ۱۳۹۰ به ۳۱۴۲ نفر رسیده‌است. براساس آخرین سرشماری مرکز آمار ایران جمعیت این بخش در سال ۱۳۹۵ برابر با ۳۲۷۰ نفر (۹۸۰ خانوار) بوده است.

## جغرافیا
دهستان بقمچ در ۳۵٫۵ کیلومتری شمال شرق شهر چناران (مرکز شهرستان) بین ´۰۷°۵۹ تا ´۱۹°۵۹ طول جغرافیایی و ´۴۶°۳۶ تا ´۰۰°۳۷ عرض جغرافیایی، قرار گرفته‌است. این دهستان از شمال به محدوده شهرستان درگز، از شرق به شهرستان مشهد، از غرب به دهستان رادکان و از جنوب به دهستان چناران محدود است. ارتفاع متوسط آبادی‌های این دهستان ۱۷۴۰ متر است که مرتفع‌ترین آن، روستاهای گاش و اندیشش با ارتفاع ۱۸۹۰ متر و پائین‌ترین آن روستای کلاته گاه با ارتفاع ۱۶۰۰ متر است.